# 馬龍·希亞活
馬龍·安達臣·希亞活（英語：Marlon Anderson Harewood，1979年8月25日—），出生在大倫敦漢普斯特，是一名具有巴巴多斯血統的英格蘭足球員，司職前鋒，現時效力英乙球會哈特普爾。 
希亞活的足球生涯在諾定咸森林開始，並曾短暫外借至哈卡和葉士域治。在2003年，希亞活加盟韋斯咸，四年後轉投阿士東維拉。在2009年，他曾經獲外借至狼隊及紐卡素。2011年，他与刚刚降级到中国足球甲级联赛的广州富力签下了六个月的合约。

## 生平

### 諾定咸森林
希亞活是諾定咸森林的青訓產品，並且莫名其妙地被稱為阿爾夫（Alf），他在1998年首次聯賽亮相。同年，他獲外借至芬超球會哈卡，並協助球隊贏得聯賽冠軍和芬兰杯。1999年，他被外借到葉士域治，並上陣了6場攻入1球。他作為一個致命的前鋒在甲級聯賽建立起聲譽。他代表諾定咸森林在聯賽賽事，124場正選上陣和58場後備上陣，總共攻入了51球，而且他亦上陣了23場杯賽賽事並攻入四球。他與密友大衛·莊臣建立了輝煌的攻擊夥伴關係。他們總共攻入了50球，他攻入了其中的21球，包括在對史篤城的賽事中四喜臨門，協助保羅·赫特所帶領的諾定咸森林打入2002/03球季的附加賽。2003年1月4日，當他在烏普頓公園球場舉行的足總杯賽事中對韋斯咸時取得入球，他得到了韋斯咸球迷的注意。希亞活的合約在2004年夏天完結，而會方卻提供一份比現在更差的合約，他因而拒絕並計劃離開。

### 韋斯咸
2003年11月，希亞活以50萬英鎊身價加盟韋斯咸。他被韋斯咸簽入後，新領隊阿倫·柏祖表示希望他能幫助韋斯咸在來季升班。2004/05球季，他以23球成為球隊的首席射手。韋斯咸贏得了2004/05球季完結後的附加賽賽事，得已升班英超，他亦因此來到頂級聯賽作賽。2005/06球季，他總共攻入了14球，其中包括他在對阿士東維拉的賽事中大演其首個頂級聯賽帽子戲法協助球隊以4-0的比分擊敗對手，他亦在對曼聯的賽事中，在僅52秒便取得入球，協助韋斯咸領先對手。2005/06球季，他成為其中一個神射手和在足總杯對米杜士堡的半準決賽中射入致勝球後，他對此表示：「 我不可能確實地描述我當時的感覺，這是非筆墨所能形容，當我還是一個小童時，我便幻想這個畫面會在我生涯出現。當我從諾定咸森林轉投韋斯咸後，我明白如果我想當上頂級前鋒的話，我便要努力。」
韋斯咸其後打入了決賽並遇上了利物浦，最終法定時間打成3-3平手而在互射十二碼中敗北，他最終只能奪得足總杯亞軍的獎牌。他也是英超射手榜上唯一一位韋斯咸球員。
韋斯咸在聯賽杯賽事中意外地敗給英甲球會車士打菲特，但卻在2006年11月對爭標希望阿仙奴的賽事中，卻憑籍希亞活在最後一分鐘的戲劇性入球以奠定勝局。2007年5月，由於希亞活與韋斯咸會方不和而證實將會離開球會。7月，他被證實在阿士東維拉的訓練場與阿士東維拉談判，而他的經理人米克·麥古爾（Mick McGuire）說道：「馬龍一直在與維拉談判，一切應當很快結束，維拉會在未來11小時內買入他。」

### 阿士東維拉

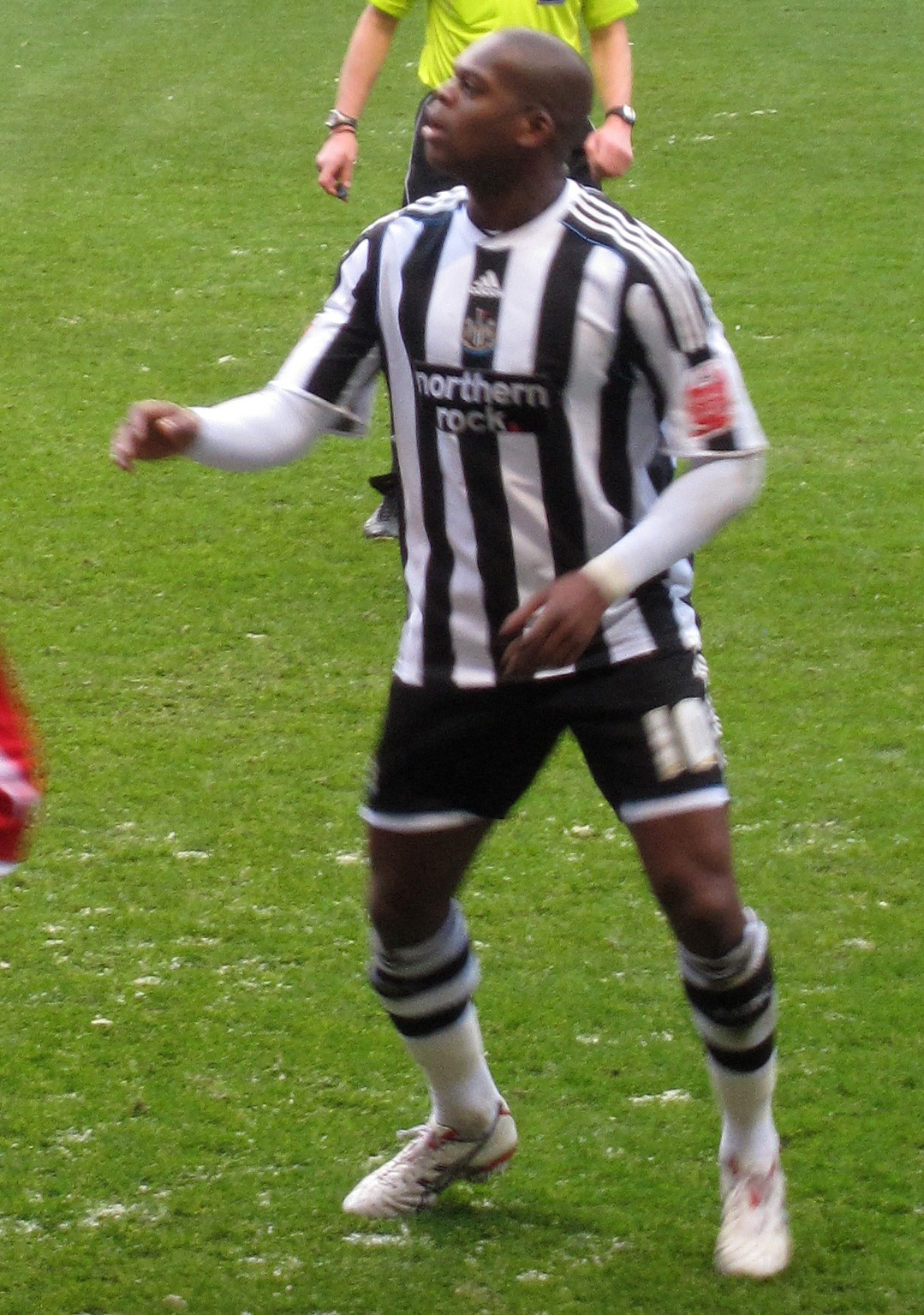
外借紐卡素的希亞活

2007年7月17日，希亞活據泰晤士報的報導以400萬英鎊的轉會費加盟阿士東維拉，並簽下了三年合約。他說道：「星期一時我還計劃與韋根簽約，但馬田·奧尼爾在其來電中表達希望與我交談。我可以有更好的機會進入韋根一隊，但是，當馬田·奧尼爾來電說他希望你加入像阿士東維拉一樣的大球會，而且他解釋到他會做什麼和怎樣去做，這些令到我相信他。」
2007年11月28日，希亞活在伊活公園球場對布力般流浪的賽事中攻入其第100球聯賽入球，協助球隊以4-0擊敗對手。
在整個冬季裡，希亞活仍然是阿士東維拉的邊緣球員，最終在1月對利物浦的賽事中攻入其加盟以來的第二球，協助球隊戰平對手。
希亞活後備上陣時常能扭轉敗局，並導致他在維拉公園球場成為了球迷的寵兒。2008年2月24日，他在對雷丁的賽事中取得入球後，「將球給希亞活，他便會得分」（Feed the Hare and he will score）的歌聲傳遍雷丁的主場。
儘管希亞活在板凳登場後有著良好的表現，不過馬田·奧尼爾仍然將他定位為超級後備（super-sub），他亦不負所託，繼續有進賬。他在對保頓的賽事中攻入其在維拉公園球場的首球，協助球隊以4-0擊敗對手，並在隨後一週對打比郡的賽事中再次取得入球，協助球隊以6-0擊敗對手。10月，他在對列迪斯洛維治的歐協賽事中取得入球，最終球隊1-1戰平對手。
2008/09球季，希亞活發現自己上陣的機會更加有限。迄今為止，希亞活還沒有正選上陣過一場英超比賽，他在所有賽事中上陣了其中的14場，其中8場是後備入替。對列迪斯洛維治的入球是希亞活本季唯一的入球。隨著埃米爾·希斯基登陸阿士東維拉後，報紙開始猜測，希亞活在球會的時間即將結束，有傳聞他將會轉投史篤城、錫菲聯或米杜士堡。
最終在2009年3月23日，希亞活被外借至狼隊。他總共代表狼隊上陣了5場，並沒有取得任何入球。其後，他活返回阿士東維拉。新球季展開後，他仍然被投閒置散，於9月25日再被外借到降班英冠的紐卡素三個月。

### 黑池
希亞活從紐卡素返回阿士東維拉後因傷缺席餘下球季，季後更不獲留用，最終在新球季展開前數天加盟新升班的黑池，簽約兩年。2010年8月14日，他首次為黑池上陣，並梅開二度，協助球隊以4-0的比分擊敗韋根。直至11月，他取得5個入球，但他在操練時腿後腱受傷，需要缺陣最多6個星期。他在傷癒後上陣5場沒有入球，於2011年2月26日被外借到英冠球會班士利直至球季結束。3月8日主場出擊個人梅開二度，以2-1擊敗，結束班士利最近連續6場不勝的記錄。2011年5月25日，海伍德和黑池解约，成为自由球员。

### 广州富力
2011年7月8日，海伍德和中国足球甲级联赛球队广州富力签订半年合同。7月9日，海伍德在广州富力2比1击败延边长白虎的中甲联赛中替补出场，完成在中国的首秀。他在中甲联赛中出场10次，打进4球，帮助广州富力以联赛亚军的身份升级到中超联赛。

### 諾定咸森林
球季結束後希亞活約滿返回英格蘭跟隨母會諾定咸森林操練。2011年12月30日希亞活與諾定咸森林簽署四個月短期合約，於12月30日獲提供4個月的短期合約。期間在各項賽事上陣6場沒有取得入球，季後約滿離隊。

### 班士利
2012年8月14日希亞活加盟英冠球會班士利，簽約一年，頂替在季前熱身賽受傷長期缺陣的米度的席位。

## 外部連結
- 足球数据库：馬龍·希亞活的球员统计数据
- MarlonHarewood.com （页面存档备份，存于）